# Josep Maria Millàs-Raurell
Josep Maria Millàs-Raurell (Barcelona 1896 - 1971) va ser un escriptor, traductor i, sobretot, dramaturg català. Està vinculat generacionalment, estèticament i intel·lectualment amb el noucentisme.

## Biografia
Va començar la seva obra com a poeta: Primers poemes (1918), Trenta poemes (1919) i Tercer llibre de poemes (1922); però sobretot va destacar com a dramaturg a partir de guanyar el premi de l'Escola Catalana d'Art Dramàtic el 1919 amb Les flames. També va publicar novel·les: La caravana (1928) (Premi Concepció Rabell), Entre els isards i la boira (1929) i Tela de somnis (1930).
Millàs-Raurell va ser un diligent renovador de la vida cultural catalana durant el primer terç del segle XX i va intervenir en plataformes de caràcter institucional, periodístic o literari de signe ben divers. Va desplegar una notable activitat a la premsa com a director de la segona etapa de la revista L'Instant, i amb col·laboracions a Un Enemic del Poble, La Publicitat, La Veu de Catalunya, D'Ací i d'Allà, Esplai, Revista de Poesia, Mirador i La Revista, entre d'altres.
L'esperit divulgador d'una part dels seus articles es va complementar amb les tasques de conferenciant, traductor, i motor intel·lectual d'iniciatives, com ara la fundació del PEN Club català (1922) i les «Vetllades Selectes», que va idear amb Carles Soldevila per a les programacions del Teatre Català Romea (1922-1923 i 1923-1924). Va traduir novel·les de Georges Duhamel (1930), Henry Rider Haggard (1931) o Thomas Hardy (1936) i un bon nombre de peces dramàtiques d'autors diversos com Jerome K. Jerome (1922), Jacques Coupeau i Jean Croué (1923), Luigi Pirandello (1924), Eugene O'Neill (1924, public. 1929), Max Aub (1928), Simon Gatillon (1929), C. R. Sheriff (1930), Elmer Rice (1930) o Ferdinand Bruckner (1931).
Va viatjar per Europa amb Carles Riba. Fou alt funcionari de la Mancomunitat de Catalunya i, a partir del 1931, ocupà càrrecs de relleu en el cos administratiu de la Generalitat provisional. Durant la Segona República Espanyola, va ser funcionari de la Generalitat de Catalunya, sent secretari particular de Francesc Macià i va formar part del Patronat del Teatre creat per la Conselleria de Cultura. També va participar en la redacció de l'Estatut de Núria (1932).
D'ençà del final de la Guerra Civil Espanyola i durant tot el franquisme es va mantenir allunyat de l'activitat literària. El 1937 es va exiliar primer a Ginebra (on va ajudar Aurora Bertrana) i després a París, fins al 1945. Retornat a Barcelona, es va dedicar als seus afers particulars, tot i que va publicar alguna traducció al castellà i va contribuir a la creació de l'Agrupació Dramàtica de Barcelona (1955-1963).

### Obra dramàtica
- Les flames (1919).
- L'orb (1921).
- La vida se'n va, estrenada al Teatre Romea el 16 de juny de 1921.
- Fanny i els seus criats, original de Jerome K. Jerome. Traducció de Millàs-Raurell. Estrenada al teatre Romea el 27 de novembre de 1922.
- Els germans Karamàzov, original de Fiodor Dostoievski, adaptació de Jacques Copeau i traducció de Millàs-Raurell. Estrenada al teatre Romea el 10 de març de 1923.
- Em caso per no casar-me, original de Luigi Pirandello, traducció de Millàs-Raurell. Estrenada al teatre Romea el 18 de febrer de 1924.
- Anna Christie, original d’Eugene O'Neill, traducció de Millàs-Raurell. Estrenada al teatre Romea el 17 de maig de 1924.
- La llotja (1928).
- Els fills. Drama en tres actes, estrenat al teatre Romea de Barcelona, el 6 d'octubre de (1928).
- La sorpresa d'Eva, estrenada al teatre Romea el 8 de gener de 1930.
- La mare de Hamlet (1931).
- Apte per a senyores (1932).
- El món en què vivim. Premi Ignasi Iglésias 1934 (no es va estrenar).
- Fruita verda, estrenada al teatre Poliorama de Barcelona, el 12 de març de 1935.

### Poesia
- La Santa Mort (1920), poemes presentats als Jocs Florals de Barcelona.[4]